# NGC 7441
NGC 7441 is een spiraalvormig sterrenstelsel in het sterrenbeeld Waterman. Het hemelobject werd in 1886 ontdekt door de Amerikaanse astronoom Ormond Stone.

## Synoniemen
- IC 1458
- MCG -1-58-7
- PGC 70080